# Hermandad de la Amargura (Carmona)

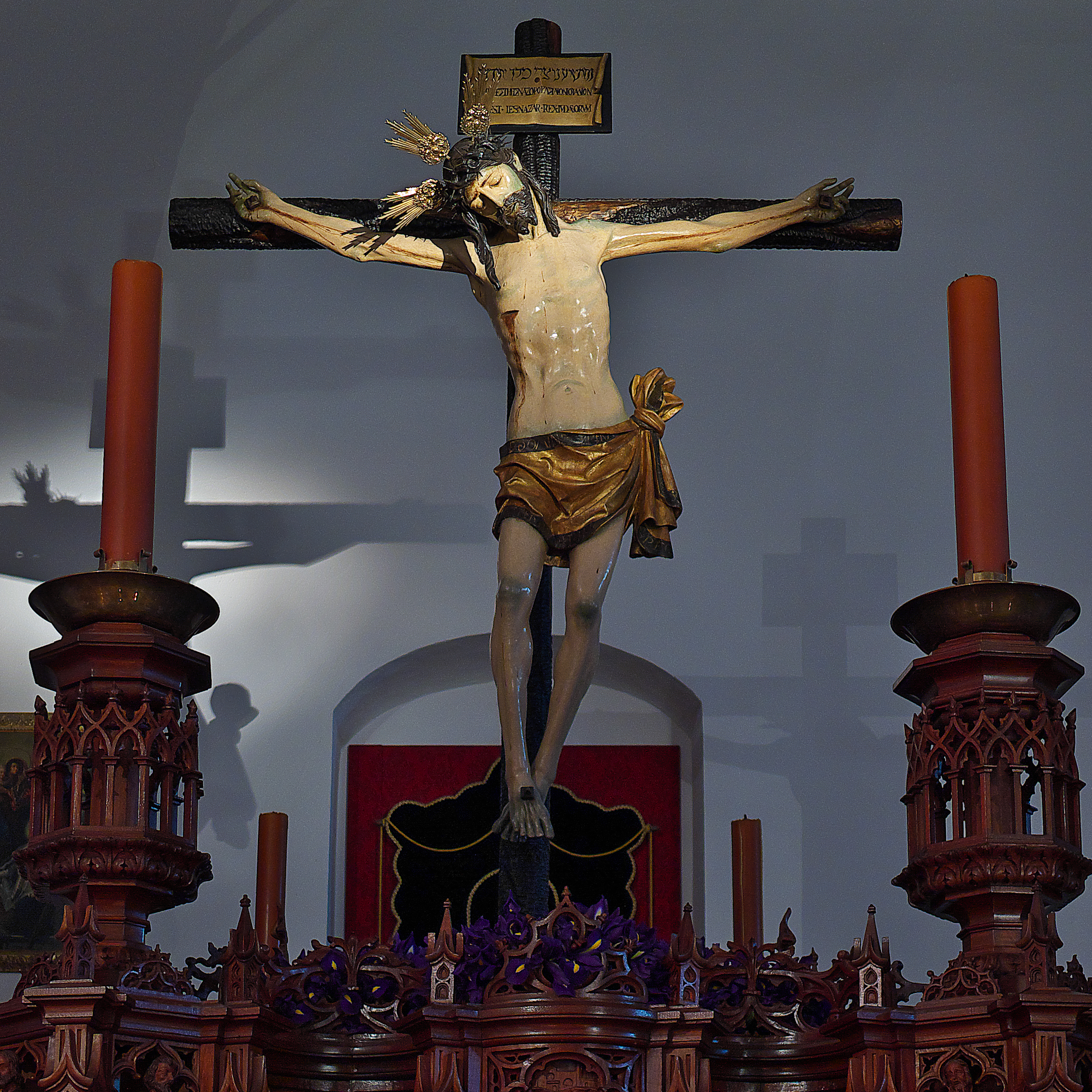
Señor de la Amargura, titular de la hermandad.

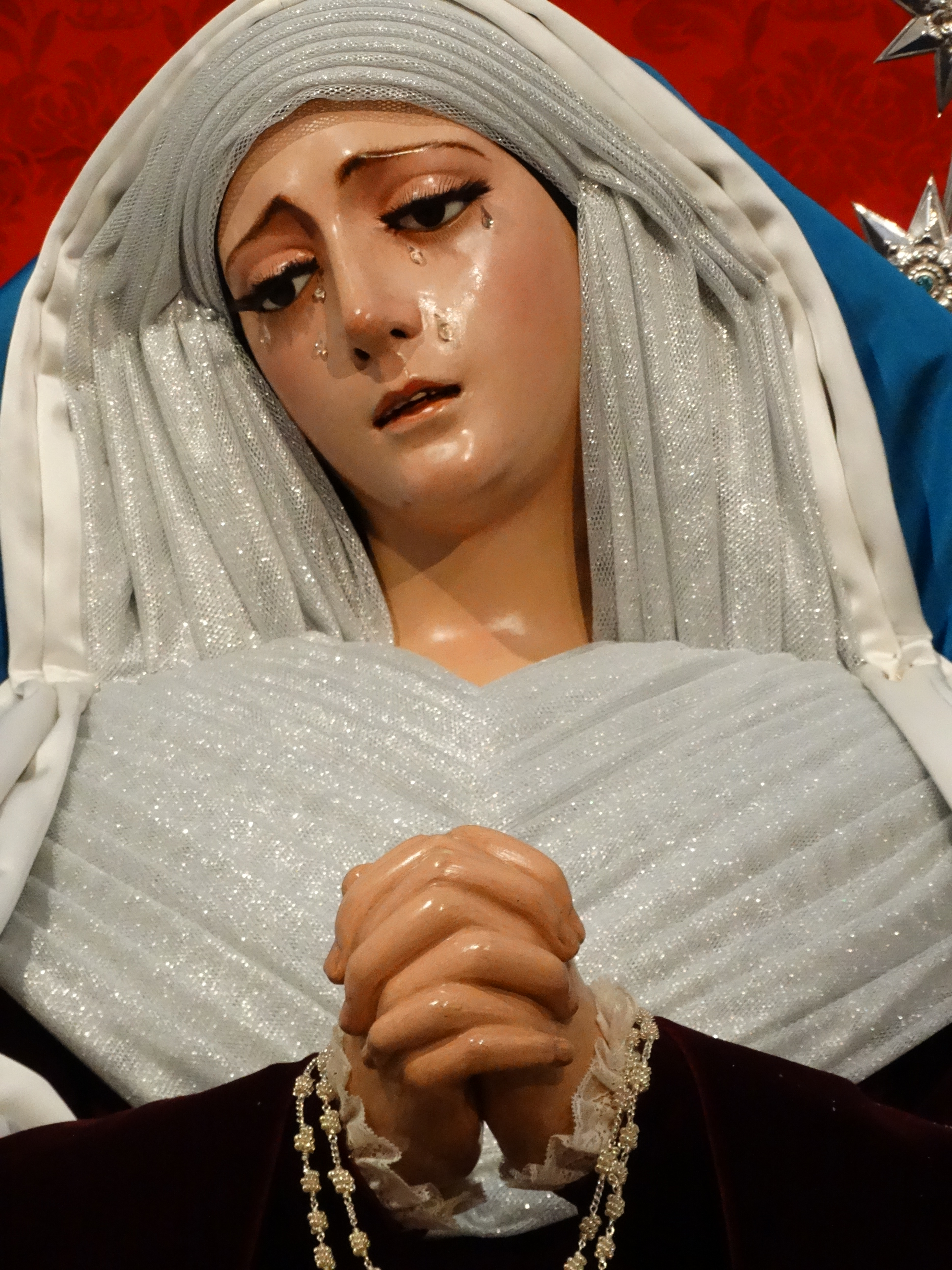
Virgen del Mayor Dolor, titular de la hermandad.

La Hermandad de la Amargura es una cofradía católica de Carmona, provincia de Sevilla, Andalucía, España. Tiene su sede canónica en la iglesia de San Felipe. Procesiona el Lunes Santo.
Su nombre completo es Hermandad del Santísimo Cristo de San Felipe, Cofradía de Nazarenos del Señor de la Amargura y María Santísima del Mayor Dolor.

## Historia
Desde muy antiguo se daba culto en la iglesia de San Felipe a un crucificado gótico del siglo XV. En 1616 se forma una cofradía en torno a él con una bula del papa Paulo V. A mediados del siglo XVIII se producen reformas en la iglesia y se coloca al Cristo de San Felipe en la capilla del sagrario. En una hornacina bajo él se coloca una Virgen de los Dolores. Se construyó debajo de la iglesia una cripta abobedada para los hermanos.
En el siglo XIX la hermandad decae, entre otras causas, porque en 1805 se nombra patrona de la ciudad a la Virgen de Gracia, que se traslada desde su ermita a la iglesia de Santa María en 1835, a donde acudirán a partir de entonces muchos más feligreses. Por ello, en 1887 el párroco de San Felipe ayudó a erigir una hermandad de penitencia en su iglesia que tendría como titular al Cristo de la Amargura y la citada Virgen de los Dolores. A partir de las reglas de 1897 se cambia la advocación de los Dolores por la del Mayor Dolor.
El Cristo de San Felipe se conserva en la actualidad en la Iglesia de San Felipe. El Señor de la Amargura es un crucificado diferente realizado en 1521 por Jorge Fernández y la Virgen del Mayor Dolor fue realizada en 1762 por Benito Hita del Castillo.